# Akei
 (août 2008).
Si vous disposez d'ouvrages ou d'articles de référence ou si vous connaissez des sites web de qualité traitant du thème abordé ici, merci de compléter l'article en donnant les références utiles à sa vérifiabilité et en les liant à la section « Notes et références ».
L’akei (ou tasiriki) est une langue austronésienne – plus précisément océanienne – parlée dans les versants ouest et sud de la grande île d’Espiritu Santo, dans l’archipel du Vanuatu. Elle est l’une des 29 langues de l’île, parmi les 110 recensées dans tout l’archipel. 
Les estimations du nombre de locuteurs varient entre 650 locuteurs (Wurm et Hattori, 1981) et 2 à 3000 locuteurs.[réf. nécessaire]

## La langue
La langue akei est nommée par les autochtones « Lulusi ojo » (littéralement langue du commun, par opposition aux langues étrangères comme le français ou l’anglais, qualifiées de « Lulusi Tasisale », langue des étrangers).
L'akei présente trois dialectes distincts :
- l’akei de Buvo ou ivono, parlé dans la région située entre la basse vallée du Buvo, jusqu’à la Kerewai
- l’akei de Navaka ou akei proprement dit, parlé dans le pays Navaka
- l’akei de Waialo ou ito, parlé en pays Wayalo, entre les régions de Salataolo, le village d'Okoro et l’arrière-pays Waialo.

L'akei sert également de lingua franca pour les locuteurs des autres langues apparentés (comme le moiso, le tiale, le kiae, le tiae), qui préfèrent communiquer en akei plutôt que dans leurs propres langues.[réf. nécessaire]

## Alphabet akei
Il se compose de 18 phonèmes : 
- 11 consonnes : h, k, l, m, n, p, r, s, t, v, w, et 2 digraphes : mb et ts. Le h est aspiré et le r, est roulé. Le ts, se prononce comme « tsé tsé ».
- 5 Voyelles : a, e, i, o, u.

## Grammaire

### Pronoms personnels
- Moi : inau, contraction : nau
- Je : na, exemple : na vano la pahisi tasi (je vais au bord de la mer)
- toi : iniko, contraction : niko
- tu : ko, exemple : ko mai la ima (tu viens à la maison)
- Lui : inia, contaction : nia
- il/elle : ta, exemple : Sosep ta jalo (Joseph est malade)
- Nous : hinika, contraction : nika, ou ka, exemple : ka pai lia la ului pelen (nous allons monter dans l'avion)
- Vous : nikomim, contraction : komim, ou komi, exemple : komi ta kai lulusi (ne parlez pas)
- Eux : hinira, contraction : nira
- Ils/elles : ra, exemple : ra te sale sehena manu (ils ont volé comme des oiseaux)

### Chiffres
1. ese
2. rua
3. tolu
4. vati
5. lima
6. ahuese
7. ravarua
8. ravatolu
9. ravavati
10. senavulu

Généralement le chiffre est précédé de la marque de sujet mo. Exemple : noku tahuni mo navulrua mo ese (“j'ai 21 ans”).

### Mots
| Mot                           | Traduction            | Exemple                                                               | Trad. exemple                                                                     |
| ----------------------------- | --------------------- | --------------------------------------------------------------------- | --------------------------------------------------------------------------------- |
| terre (matière)               | one                   | Tautae te vatia one, te molia la mera                                 | “Dieu prit la terre et créa l'homme”                                              |
| terre (planète ou monde)      | tano                  | Tautae, ta rere sio la tano, ta lesie posiposi tetehi ta vuina navono | “Dieu regarda la terre, et vit que le mal y était grand.”                         |
| lieu                          | jara                  | na ta pinisi tehe, jara mohese, kekue, konavui havia hinae            | “je connais un endroit là bas, où l'on peut trouver beaucoup de pommes canaques.” |
| village ou pays               | vanua                 | Ravai mere la vanua povi, ra te mahi, matai lesi Iesu                 | “les gens de tous les pays, vinrent pour voir Jésus”                              |
| eau                           | wai ou ai             | Na ta malei jim te wai                                                | “je veux boire de l'eau”                                                          |
| feu                           | abu                   | I tinaku ta tunie kam la abu                                          | “ma mère a grillé l'igname dans le feu”                                           |
| homme (personne de sexe mâle) | takuni                | Na ta lesie takuni mohese, lalalu la sala                             | “j'ai vu un homme marcher sur la route”                                           |
| homme (espèce)                | mera                  | Tautae ta miri vehia majimaji tano, turumuri ta vehie mera            | “Dieu créa les animaux avant les hommes”                                          |
| manger                        | ani                   | Na kei male anié tuhu kehinia                                         | “Je ne veux pas manger cette chose”                                               |
| boire                         | minu                  | Ravai takuni, rata minu la sukul                                      | “les garçons ont bu à l'école”                                                    |
| grand                         | vuina ou lapa         | Lai haka vuina mohese ta tavuluni la kereikoko                        | “un énorme bateau a disparu à l'horizon”                                          |
| petit                         | rihirihi ou varirirhi | I Meri ta huvi e mera rihirihi mohese                                 | “Marie a accouché d'un petit homme”                                               |
| nuit                          | poni                  | La loloi poni, ka pai siho revereve la parana                         | “la nuit, nous allons pêcher sur le récif”                                        |
| maison (vraie maison ou case) | ima                   | Ravai mera ni Ipayato, ra ta vehi ima sulé                            | “les gens d'Ipayato construisent des maisons en briques”                          |
| abri temporaire               | vale ou valevale      | I Tomasi, to nora la vale                                             | “Thomas a dormi dans sa maison de jardin”                                         |
| année                         | taun                  | la taun 1945, i Merika ta sapulaié atomikbom morua ni Japan           | “en 1945, les États-Unis ont largué deux bombes atomiques au Japon”               |
| mois                          | vula                  | Ka pai tahi olo la vula vavono                                        | “nous allons couper du coprah le mois prochain”                                   |
| bon/excellent                 | panihi                | Pon panihi                                                            | “Bonne nuit”                                                                      |
| poisson                       | maji                  | I tasiku, ta reve lai maji mohese                                     | “mon petit frère a peché un gros poisson”                                         |
| crevette                      | ura                   | I vavineku ta sio tatano rehi ura, la wai                             | “ma sœur est allée attraper des crevettes à la rivière”                           |

### Expressions usuelles
| expression              | Traduction                                                       | Prononciation standard         |
| ----------------------- | ---------------------------------------------------------------- | ------------------------------ |
| bonjour !               | ran panihi                                                       | ran pani                       |
| bonsoir                 | poni panihi                                                      | kon pani                       |
| est-ce que ça va ?      | mo panihi tahu ?                                                 | mo pani tau ?                  |
| je vais me baigner      | na vano loloso                                                   | na van lolos                   |
| j'a faim                | nata malulu ou nata matei haku; littéralement : je meurs de faim | na ta malulu ou nata matei aku |
| j'ai soif               | na ta marohu                                                     | na ta maro                     |
| nous allons au jarin    | ka vano la vareha                                                | ka van la varea                |
| vous viendrez plus tard | komi pahi mai hitahau                                            | komi pai mai to                |
| venez manger !          | komi mai aniani                                                  | mi mai anian                   |

## Villages où est parlé la langue akei
| villages         | nombres de locuteurs | autres langues parlées    | pays ou régions |
| ---------------- | -------------------- | ------------------------- | --------------- |
| Sulemauri        | 100                  | —                         | Kerewai         |
| Toramauri        | 50                   | —                         | Kerewai         |
| Valapey          | 50                   | Tiae/Tiale                | Kerewai         |
| Lalaolo          | 100                  | —                         | Kerewai         |
| Keréambu         | 20                   | —                         | Kerewai         |
| Tovotovo         | 30                   | —                         | Kerewai         |
| Kerevinombu      | 30                   | —                         | Kerewai         |
| Tasiriki         | 200                  | Taivusvus                 | M'Buvo          |
| Pelmoli          | 200                  | Taivusvus (Majoritaire)   | M'Buvo/Talu     |
| Tanovusvus       | 150                  | Taivusvus (Majoritaire)   | Talu            |
| Ipayato          | 500                  | —                         | Navaka          |
| Natui            | 10                   | —                         | Navaka          |
| Lapotaiolotauere | 10                   | —                         | Navaka          |
| Malovira         | 20                   | —                         | Navaka          |
| Viripiriki       | 05                   | —                         | Navaka          |
| Kerévalis        | 20                   | Kiae/moiso                | Navaka          |
| Puama            | 30                   | —                         | Navaka          |
| Lalovuki         | 30                   | —                         | Navaka          |
| Mataipevu        | 100                  | Tiale (majoritaire)       | Navaka          |
| Najaraka         | 100                  | Tiale                     | Navaka          |
| Vunapisu         | 100                  | —                         | Salatataolo     |
| Naone            | aucun chiffre        | —                         | Salatataolo     |
| Kisule           | aucun chiffre        | —                         | Salatataolo     |
| Jaravalivu       | aucun chiffre        | —                         | Slatataolo      |
| Bakatauta        | 100                  | —                         | Wayalo          |
| Nasulesule       | 30                   | Araki/asevaia             | Wayalo          |
| Okoro            | 200                  | Moiso/kiae                | Wayalo          |
| Orohoroi         | 30                   | Moiso/kiae                | Wayalo          |
| Tuapevaro        | aucun chiffre        | Moiso/Kiae                | Wayalo          |
| Jarahati         | aucun chiffre        | Moîsso/Kiae               | Wayalo          |
| Namoru           | aucun chiffre        | Moîsso/Kiae (majoritaire) | Tatsia          |

## Écrits en langue akei
La langue akei est une langue orale et les seules ouvrages publiés en langue akei sont les quatre évangiles, la Genèse, ainsi que les livres de chants et de langues en usages dans l’église presbytérienne (anglophone), et plus récemment dans l’église évangélique libre protestante (francophone). La traduction des livres saints en langue akei fut l’œuvre de missionnaires presbytériens au début du XIXe siècle. Par ailleurs, la scolarisation des enfants dans les classes de jardins d’enfants se fait actuellement dans cette langue vernaculaire.